# Amphiphile
 (juillet 2023).
Si vous disposez d'ouvrages ou d'articles de référence ou si vous connaissez des sites web de qualité traitant du thème abordé ici, merci de compléter l'article en donnant les références utiles à sa vérifiabilité et en les liant à la section « Notes et références ».
Une espèce chimique (que ce soit une molécule ou un ion) est dite amphilyophile, amphiphile, amphipathique ou bien amphipolaire lorsqu'elle possède à la fois un groupe hydrophile et un groupe hydrophobe.

## Structure
- Le groupe hydrophobe est généralement une longue chaîne carbonée de la forme :

CH3(CH2)n, avec n compris entre 4 et 16.
- Le groupe hydrophile, quant à lui, détermine la famille à laquelle appartient l'espèce amphiphile :

1. Espèces ioniques :
  - Anioniques :
    - Les carboxylates, formant des acides gras : RCO2−Na+ ;
    - Les sulfates : RSO4−Na+ ;
    - Les sulfonates : RSO3−Na+;

  - Cationiques, généralement bactéricides et non biodégradables ;
2. Espèces amphotériques, par exemple les phospholipides ;
3. Espèces non-ioniques : un petit polymère est greffé sur un segment hydrophobe ;
4. Des copolymères en blocs ;
5. Des additifs ;

## Rôle biologique
Les phospholipides, une classe de molécules amphiphiles, sont les principaux composants des membranes biologiques.

## Applications
De telles molécules ont de nombreuses applications[réf. nécessaire] :
- Les savons sont basés sur cette propriété : ce sont des acides gras sous forme ionique. La partie lipophile fixe les molécules organiques que l'eau seule ne peut retirer, tandis que la partie hydrophile est emportée par l'eau.
- Ces molécules sont des tensioactifs, qui peuvent renforcer les interfaces entre deux milieux, pour créer par exemple des bulles de savon, qui sont de fines couches d'eau entre deux "tranches" de savon. La partie hydrophile du savon enferme l'eau dans l'épaisseur de la bulle, tandis que la partie lipophile, tournée vers l'extérieur, forme une membrane relativement forte, tenue par des forces de London.
- Les amphiphiles sont enfin de très bons co-solvants, permettant de mélanger dans la même solution des molécules hydrophiles et des molécules hydrophobes pour les faire réagir ensemble. Par exemple elles permettent de faire réagir des ions (peu solubles dans les milieux organiques peu polaires, très solubles dans l'eau) et de grosses molécules organiques insolubles dans l'eau. Ils sont de ce fait indispensables en chimie.
- Ces propriétés ont probablement joué un rôle majeur dans l'apparition de la vie, avec la formation des premières membranes prébiotiques.